# Рене Зелуегър
Рене Катлийн Зелуегър (на английски: Renée Kathleen Zellweger, родена на 25 април 1969 г.) е американска актриса и продуцент. Носителка е на 3 награди Златен глобус, Два Оскара и две номинации за Оскар.

## Биография
Зелуегър спечелва внимание първоначално с ролята си във филма „Джери Магуайър“ и впоследствие получава две номинации за Оскар за най-добра женска роля за своята роля като Бриджит Джоунс в комедията „Дневникът на Бриджит Джоунс“ (2001) (получава номинация и за нейното продължение „Бриджит Джоунс: На ръба на разума“ (2004)) и като Рокси Харт в мюзикъла „Чикаго“ (2002). Печели Оскар за най-добра поддържаща женска роля за драмата „Студена планина“ (2003).
Зелуегър печели 3 награди Златен глобус и 3 награди на Гилдията на американските актьори, настанявайки се сред най-високо платените актриси в Холивуд за 2007 г.

## Филмография
| Година | Филм                              | Оригинално заглавие                          | Роля               | Бележки |
| ------ | --------------------------------- | -------------------------------------------- | ------------------ | --- |
| 1992   |                                   | A Taste for Killing                          | Мери Лу            | телевизионен филм |
| 1993   |                                   | Murder in the Heartland                      | Барбара фон Буш    | телевизионен филм |
| 1993   | My Boyfriend's Back               |                                              |                    | |
| 1993   | Объркани и непокорни              | Dazed and Confused                           | Неси Уайт          | |
| 1994   | Хапки от реалността               | Reality Bites                                | Тами               | |
| 1994   | 8 секунди                         | 8 Seconds                                    |                    | |
| 1994   |                                   | Shake, Rattle and Rock!                      | Сюзан Дойл         | телевизионен филм |
| 1994   | Любов и 45 калибър                | Love and a .45                               | Старлин Чийтам     | |
| 1994   |                                   | Rebel Highway                                | Сюзан              | телевизионен сериал, 1 епизод |
| 1994   |                                   | Texas Chainsaw Massacre: The Next Generation | Джени              | |
| 1995   | Емпайър Рекърдс                   | Empire Records                               | Джина              | |
| 1995   | The Low Life                      |                                              |                    | |
| 1996   |                                   | The Whole Wide World                         | Навалайн Прайс     | |
| 1996   | Джери Магуайър                    | Jerry Maguire                                | Дороти Бойд        | - номинация – Сателит за най-добра актриса в поддържаща роля в мюзикъл или комедия |
| 1997   | Лъжец                             | Deceiver                                     | Елизабет           | |
| 1998   | Цената на свободата               | A Price Above Rubies                         | Соня Хоровиц       | |
| 1998   | Нещо истинско                     | One True Thing                               | Елън Гулден        | |
| 1999   | Мъж за милиони                    | The Bachelor                                 | Ан Ардън           | |
| 2000   | Сестра Бети                       | Nurse Betty                                  | Бети Сиземор       | - Златен глобус за най-добра актриса в мюзикъл или комедия - Сателит за най-добра актриса в мюзикъл или комедия |
| 2000   | Аз, моя милост и Айрин            | Me, Myself & Irene                           | Айрин Уотърс       | |
| 2001   | Дневникът на Бриджит Джоунс       | Bridget Jones's Diary                        | Бриджит Джоунс     | - номинация – Оскар за най-добра женска роля - номинация – Награда на БАФТА за най-добра актриса в главна роля - номинация – Златен глобус за най-добра актриса в мюзикъл или комедия - номинация – Сателит за най-добра актриса в мюзикъл или комедия - номинация – Емпайър за най-добра актриса |
| 2002   | Белият олеандър                   | White Oleander                               | Клеър Ричардс      | - номинация – Сателит за най-добра актриса в поддържаща роля в драматичен филм |
| 2002   | Чикаго                            | Chicago                                      | Рокси Харт         | - Златен глобус за най-добра актриса в мюзикъл или комедия - номинация – Оскар за най-добра женска роля - номинация – Награда на БАФТА за най-добра актриса в главна роля - номинация – Сателит за най-добра актриса в мюзикъл или комедия                                                        |
| 2003   | Долу любовта                      | Down with Love                               | Барбара Новак      | |
| 2003   | Студена планина                   | Cold Mountain                                | Руби               | - Оскар за най-добра поддържаща женска роля - Награда на БАФТА за най-добра актриса в поддържаща роля - Златен глобус за най-добра поддържаща актриса |
| 2004   | История с акули                   | Shark Tale                                   | Анджи (глас)       | анимационен филм |
| 2004   | Бриджит Джоунс: На ръба на разума | Bridget Jones: The Edge of Reason            | Бриджит Джоунс     | - номинация – Златен глобус за най-добра актриса в мюзикъл или комедия |
| 2005   | Късметлията                       | Cinderella Man                               | Мая Брадок         | - номинация – Емпайър за най-добра актриса |
| 2006   | Госпожица Потър                   | Miss Potter                                  | Биатрикс Потър     | - номинация – Златен глобус за най-добра актриса в мюзикъл или комедия - номинация – Сатурн за най-добра актриса |
| 2007   | История с пчели                   | Bee Movie                                    | Ванеса Блум (глас) | анимационен филм |
| 2008   | Момичето на отбора                | Leatherheads                                 | Лекси Литълтън     | |
| 2008   | Апалуза                           | Appaloosa                                    | Али Френч          | |
| 2009   | Нова в града                      | New in Town                                  | Луси Хил           | |
| 2009   | Чудовища срещу извънземни         | Monsters vs. Aliens                          | Кейти (глас)       | анимационен филм |
| 2009   | Моят единствен                    | My One and Only                              | Ан Деверо          | |
| 2009   | Дело 39                           | Case 39                                      | Емили Дженкинс     | |
| 2010   | Моята любовна песен               | My Own Love Song                             | Джейн              | |
| 2016   |                                   | The Whole Truth                              | Лорета             | |
| 2016   | Бриджит Джоунс: Бебе на хоризонта | Bridget Jones's Baby                         | Бриджит Джоунс     | |
| 2019   | Джуди                             | Judy                                         | Джуди Гарланд      | Златен глобус за най-добра актриса в мюзикъл или комедия „Оскар“ за „Най-добра актриса“ |